# Andalo
Andalo település Olaszországban, Trento megyében. Lakosainak száma 1147 fő (2023. január 1.). Andalo Cavedago, Molveno, San Lorenzo Dorsino, Vallelaghi, Fai della Paganella és Terre d'Adige községekkel határos.

## Népesség
A település népességének változása:
| Lakosok száma | 1091 | 1102 | 1147 |
|               | 2017 | 2018 | 2023 |